# Biblioteca Municipal de Malmo
A Biblioteca Municipal de Malmö (em sueco: Malmö stadsbibliotek) é uma biblioteca municipal localizada em Malmo, Suécia.

Foi inaugurada em 1946, e está alojada em novas instalações desde 1997, localizadas numa área de 15 300 m².

## Galeria

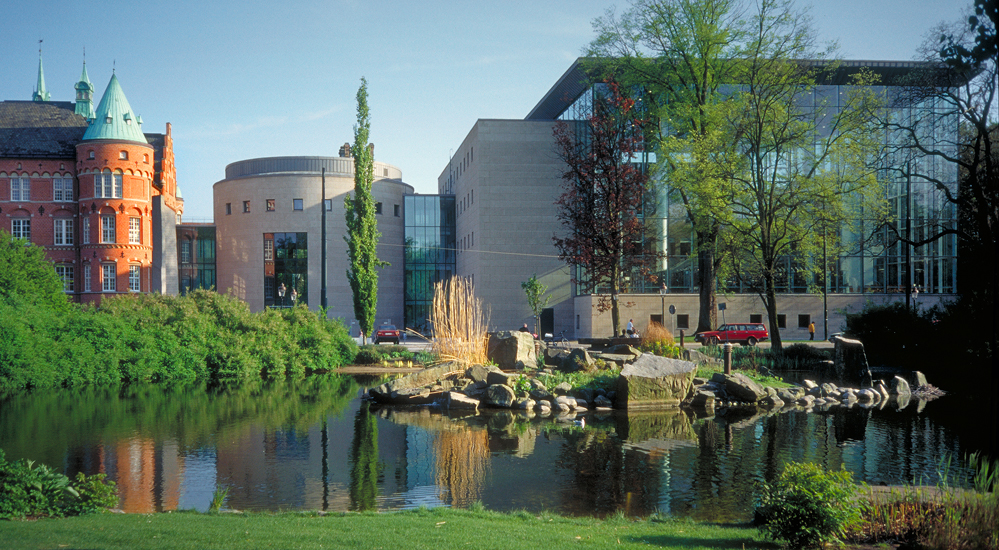
Vista exterior da biblioteca
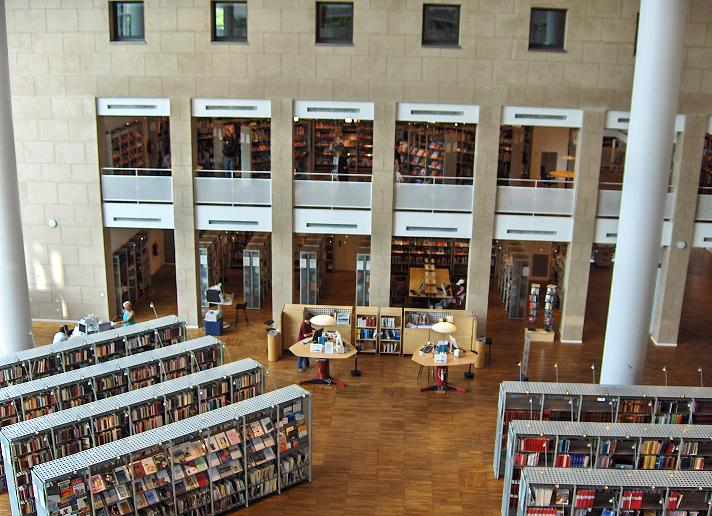
Vista interior da biblioteca